# Министерство путей сообщения Российской империи
Министе́рство путе́й сообще́ния Росси́йской импе́рии (рус. дореф. «Министерство путей сообщенія Россійской имперіи») — центральное государственное учреждение в Российской империи, обеспечивавшее проведение единой политики в сфере водного, сухопутного и железнодорожного транспорта, а также осуществлявший общее руководство в области транспортного сообщения. Располагалось в Санкт-Петербурге, на набережной реки Фонтанки, 117.

## История образования
Датой образования министерства считается 16 июня 1865 года, но систематическая деятельность правительства в области путей сообщения началась ещё в 1649 году, когда царь Алексей Михайлович издал «Уложение об охране судоходства».
При Петре I столица государства была перенесена в Санкт-Петербург. Была учреждена Коммерц-коллегия, наблюдавшая за сухопутными дорогами. Перенос столицы привёл к необходимости строительства новых путей сообщений для новой столицы: в первую очередь в 1709 году заработала речная Вышневолоцкая водная система, а во вторую — в 1712 году начато строительство тракта Санкт-Петербург ↔ Москва, для чего учреждена Канцелярия перспективной дороги, к которой в 1742 году перешли функции наблюдения за сухопутными дорогами от Коммерц-Коллегии, а, после того, как в 1746 году она была достроена, в 1748 году она получила название Комиссии о дорогах в Государстве, которая в 1755 году образовала Канцелярию строения государственных дорог.
В 1798 году император Павел I утвердил проект образования Департамента водных коммуникаций, который возглавил Н. П. Румянцев.
При Румянцеве в департаменте был расширен отдел «по учебной части». Николай Петрович осознавал остроту дефицита инженеров-строителей, требующихся для ускоренного строительства путей сообщений. Он выдавал рекомендации для обучения группы специалистов в Англии и Франции, с другой стороны приглашал в Россию учёных и инженеров для проектирования и строительства шоссейных дорог, мостов, обводных каналов, каменных устоев и других технических сооружений. Он создал в департаменте первую в России транспортную библиотеку, а также модельный кабинет, с копиями инженерных сооружений и механизмов. Департамент при Румянцеве действовал успешно и в 1809 году расширил свои полномочия и был переименован в Управление водяными и сухопутными сообщениями. На базе, построенной Румянцевым, в том же 1809 году был создан Корпус инженеров путей сообщения и в его составе военный Институт корпуса путей сообщения.
С 1820 по 1832 годы департамент носил название «Главное управление путей сообщения», а с 1833 по 1842 год — «Главное управление путей сообщения и публичных зданий».
С 31 октября 1839 года была учреждена должность товарища (помощника) Главноуправляющего путями сообщений, на которую назначен инженер-генерал-лейтенант А. П. Девятнин. С 1840 года, из-за увеличившегося объёма делопроизводства, были образованы два Департамента Главного управления путей сообщений и публичных зданий — 1-й департамент (по устроению шоссе и водяных сообщений) возглавил инженер-генерал-майор А. И. Рокасовский; 2-й департамент (судоходство и публичные здания) — статский советник Владимиров. В 1842 году по указу от 17 августа в управлении был создан Департамент железных дорог, директором которого был назначен К. И. Фишер.
Департамент возглавил строительство Петербург-Московской железной дороги (1842—1851). В 1862 году были завершены Петербурго-Варшавская железная дорога и Московско-Нижегородская железная дорога. К 1860-м годам бурное развитие промышленности потребовало образования надёжной транспортной системы. 15 июня 1865 года император Александр II издал указ об учреждении Министерства путей сообщения России. Руководство публичными зданиями было передано в ведение Министерства внутренних дел, а телеграф — Главному почтовому департаменту. В министерстве был сохранён Департамент железных дорог, и создано Управление Главного инспектора частных железных дорог. Первым министром путей сообщения был назначен Павел Петрович Мельников.

## МПС Российской империи
Под руководством Мельникова в министерстве была разработана перспективная программа развития сети железных дорог России. Предлагалось строительство Южной дороги — от Москвы до Севастополя; Восточной — от Орла до Саратова; Западной — от Орла через Смоленск, Витебск до Динабурга (Даугавпилса); Юго-Восточной — от Екатеринослава до Ростова. Общая протяжённость сети должна была составить 4816,7 км. По этим планам к 1871 году было построено 8125,3 км. Успеху строительства способствовало создание министерства Управления строительством (1867 г.). В структуре министерства были также образованы: Департамент железных дорог и при нём Техническо-инспекторский комитет (1870 г.), Управление казённых железных дорог (с 1880 г.), Инспекция железных дорог (с 1892 г.). С 1899 года в Санкт-Петербурге начал издаваться специализированный журнал «Железнодорожная неделя».
К 1900 году железнодорожная сеть России составила 44,9 тыс. км; была построена значительная часть Транссибирской магистрали, введён в строй ряд других линий.
В 1913 году эксплуатационная длина сети составила 58,5 тыс. км; было перевезено 132,4 млн т грузов и 184,8 млн пассажиров.
После Октябрьской революции при формировании нового правительства был образован Народный комиссариат путей сообщения РСФСР (НКПС).

## Округа путей сообщения

Мост через реку Шуя, Карелия
Фото С. М. Прокудина-Горского

- С.-Петербургский
- Вытегорский
- Московский
- Казанский
- Кавказский
- Ковенский
- Киевский
- Варшавский
- Томский

## Министры путей сообщения
(с 20.11.1809 — Главноуправляющие водяных и сухопутных сообщений, с 25.07.1810 — Главноуправляющие путей сообщения, с 29.09.1832 — Главноуправляющие путей сообщения и публичных зданий, с 23.06.1865 — Министры путей сообщения)
1. С 1809 г. Принц Ольденбургский, Георгий Петрович
2. С 1812 г. Деволант Франц Павлович
3. С 1818 г. Бетанкур, Августин Августинович
4. С 1822 г. Александр Вюртембергский (1771-1833)
5. С 1833 г. Толь, Карл Фёдорович
6. С 1842 г. Клейнмихель, Пётр Андреевич
7. С 1855 г. Чевкин, Константин Владимирович
8. С 1862 г. Мельников, Павел Петрович
9. С 1869 г. Бобринский, Владимир Алексеевич (министр), внук внебрачного сына Екатерины II, генерал, министр путей сообщения с 1869 г. При нём шло усиленное железнодорожное строительство по концессиям, в результате задолженность частных дорог казне возросла до огромных сумм, и министр был уволен.
10. С 1871 г. Бобринский, Алексей Павлович, генерал, двоюродный брат предыдущего, министр путей сообщения с 1871 г. Считал, что железные дороги должны строиться за счёт казны, но против этого возражал министр финансов М. Х. Рейтерн.
11. С 1874 г. Посьет, Константин Николаевич
12. С 1888 г. Паукер, Герман Егорович
13. С 1889 г. Гюббенет, Адольф Яковлевич, служил в Министерстве финансов, затем в Министерстве путей сообщения, министр с 1889 г. Ввёл правительственный надзор за тарифами по проезду на частных железных дорогах.
14. С 1891 г. Витте, Сергей Юльевич
15. С 1892 г. Кривошеин, Аполлон Константинович
16. С 1895 г. Хилков, Михаил Иванович
17. В 1905 г. Немешаев, Клавдий Семёнович
18. С 1905 г. Шауфус, Николай Константинович
19. С 1908 г. Рухлов, Сергей Васильевич
20. С 1915 г. Трепов, Александр Фёдорович
21. С 1916 г. Кригер-Войновский, Эдуард Брониславович

## Знаки различия
Вслед за Военным министерством в конце 1863 — начале 1864 гг. узкие погоны были присвоены гражданским чинам ведомства путей сообщения.
7 января 1876 г. инженеры путей сообщения получили новую форму. Погоны, или «плечевые знаки», для них изготавливались «из серебряного плетенья, узором плоского жгута, нашитого на чёрном бархате с светлозелёною выпушкою вокруг». Плетение состояло из трёх идущих в одной плоскости канительных спиралей, средняя из которых была гранёной. У генеральских чинов это плетение представляло собой плоскую тройную косицу шириной 1 вершок; у штаб-офицерских чинов — такую же косицу, но поуже, «с нашитым вокруг серебряным же узким плетёным кантом (в виде одинарной косички. — прим. автора), образуя между кантом и плетеньем два чёрных промежутка». У обер-офицерских чинов на бархат нашивались два ряда плетения в виде двойных косиц. В результате с помощью плетёного поля образовывались такие же знаки различия по категориям чинов, как и на галунных погонах: сплошные широкие — для генералов, с двумя просветами — для штаб-офицеров и с одним — для обер-офицеров. На верхнем
конце и плетение, и сам погон закруглялись и пристёгивались форменной пуговицей «эполетного» размера, а на нижнем конце плетение подворачивалось на обратную сторону погона. По моде того времени погоны были заметно длиннее плеч и довольно значительно спускались на рукав.
Конкретные чины обозначались золотыми звёздочками: на генеральских погонах — вышитыми канителью с блёстками (того же образца, который использовался у этих чи-
нов с 1869 г. на воротниках и воротниковых клапанах), а на штаб- и обер-офицерских — металлическими, «согласно рисунку». На рисунке были изображены гранёные звёздочки с широкими лучами и поперечной штриховкой. В действительности же (если судить по многочисленным сохранившимся образцам и фотографиям) звёздочки изготавливали несколько другой формы: с узкими лучами с поперечной насечкой, к середине складывавшейся в окружность, и круглой выпуклостью в центре. Насечка напоминала стежки вышивки, поэтому впоследствии подобные звёздочки нередко использовались для экономии на галунных погонах разных образцов взамен вышитых. Размеры звёздочек, повидимому, сохранились прежние: ⅜ вершка (17 мм) — для генеральских шитых (хотя нередко они вышивались гораздо большей ширины) и 2/ ₈ вершка (11 мм) — для офицерских металлических. Звёздочки располагались вдоль по оси погона; их количество в зависимости от чина было таким же, как принятое прежде для узких галунных погон и воротниковых клапанов.
Инженерам, состоявшим по министерству сверх штата, «а равно находящимся в частных обществах и в земствах», были присвоены поперечные погоны: «той же ширины и узора, но короткие в два с четвертью вершка (10 см. — прим. авт.), пришитые по середине плеча, со звёздочками по чинам».
Эволюция типов знаков различия

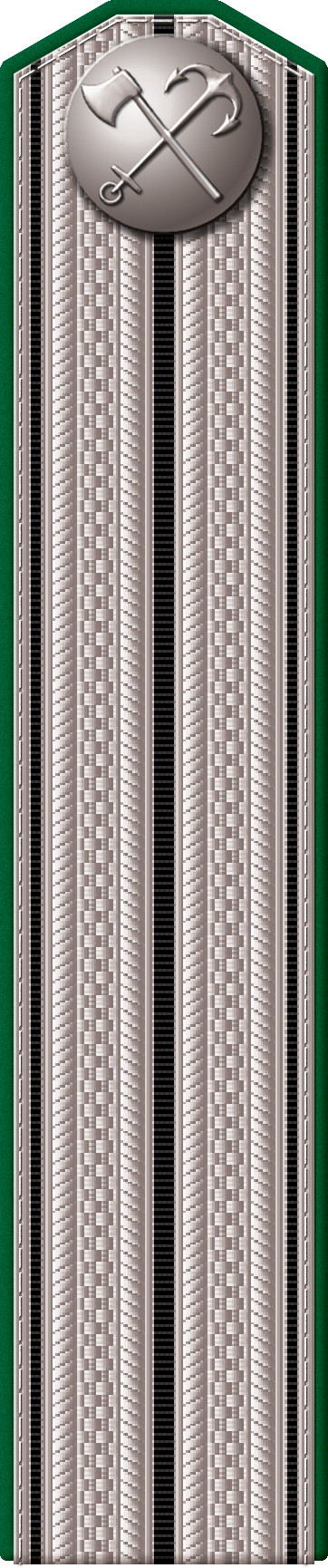
Узкий погон чиновника Корпуса инженеров путей сообщения образца 1863–1869 гг., либо погон инженера путей сообщения образца 1867–1869 гг., титулярного советника
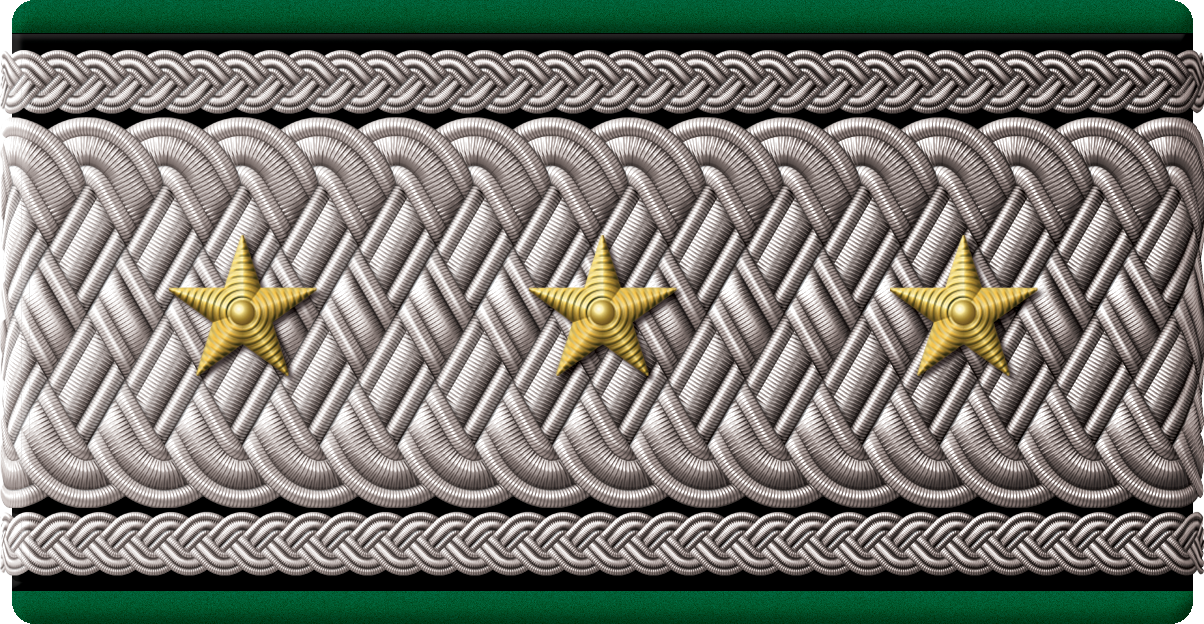
Поперечный погон инженера путей сообщения, надворного советника, состоящего по МПС сверх штата образца 1876–1885 гг.
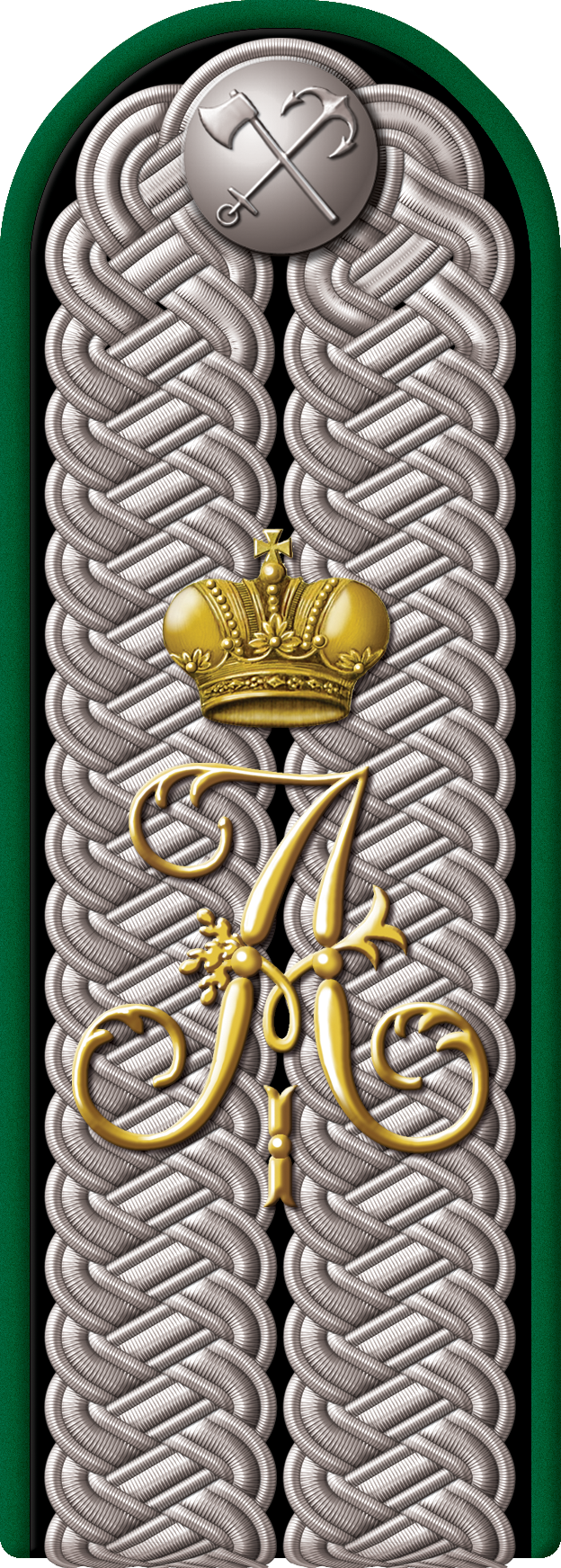
Погон инженера путей сообщения, титулярного советника, служащего в Институте инженеров путей сообщения императора Александра I образца 1877(?)–1885 гг.
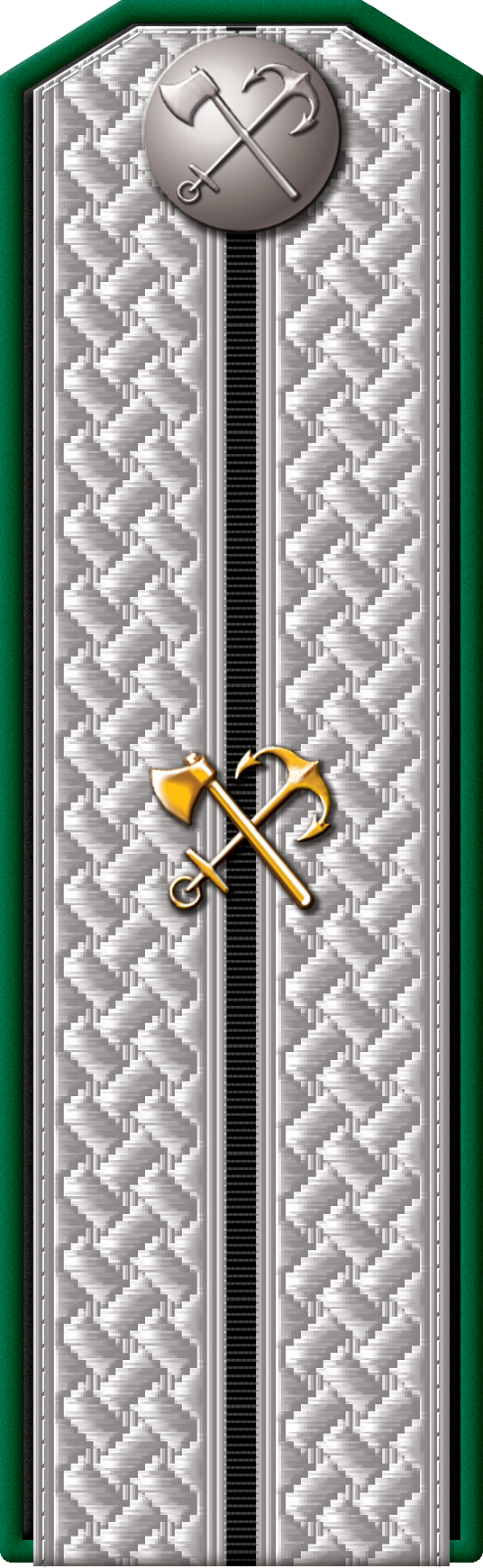
Погон инженера путей сообщения, титулярного советника образца 1915–1917 гг.

Утверждённым 30 декабря 1914 г. положением погоны на время войны присваивались служащим по ведомству путей сообщения в районе военных действий, а в конце 1915 г. — и всем прочим служащим МПС и казённых железных дорог. На серебряном галуне этих погон, кроме звёздочек, крепилась и позолоченная эмблема ведомства — скрещённые топор и якорь.
Все служащие МПС в зависимости от занимаемых должностей делились на три категории. Служащим 1‑й категории (должности V–XII разрядов), как состоявшим на государственной службе, так и занимавшим должности по вольному найму, были присвоены погоны, аналогичные погонам чиновников военного ведомства, в соответствии с разрядом должности или присвоенным классным чином, если таковой был выше должностного разряда. Цвет «дорожек» (просветов) на погонах служащих 1-й категории мог быть только чёрным. Ширина погона служащих 1‑й категории составляла ¹⁵/₁₆ вершка (42 мм). Служащие 1‑й и 2‑й категорий должны были носить посередине погона «золотой знак Путей Сообщения (топор и якорь)». Золотыми были также звёздочки на погонах служащих 1‑й категории.
| Описание                                      | Погоны служащих казённых железных дорог Российской империи 1‑й категории (должности V–XII разрядов) | Погоны служащих казённых железных дорог Российской империи 1‑й категории (должности V–XII разрядов) | Погоны служащих казённых железных дорог Российской империи 1‑й категории (должности V–XII разрядов) | Погоны служащих казённых железных дорог Российской империи 1‑й категории (должности V–XII разрядов)                                                              | Погоны служащих казённых железных дорог Российской империи 1‑й категории (должности V–XII разрядов) | Погоны служащих казённых железных дорог Российской империи 1‑й категории (должности V–XII разрядов) | Погоны служащих казённых железных дорог Российской империи 1‑й категории (должности V–XII разрядов) | Погоны служащих казённых железных дорог Российской империи 1‑й категории (должности V–XII разрядов) | Погоны служащих казённых железных дорог Российской империи 1‑й категории (должности V–XII разрядов)                            | Погоны служащих казённых железных дорог Российской империи 1‑й категории (должности V–XII разрядов) |
| Погоны служащих (1915—1917)                   | | | | | | | | | | |
| --------------------------------------------- | --------------------------------------------------------------------------------------------------- | --------------------------------------------------------------------------------------------------- | --------------------------------------------------------------------------------------------------- | --- | --- | --- | --- | --------------------------------------------------------------------------------------------------- | --- | --------------------------------------------------------------------------------------------------- |
| Погоны служащих (1915—1917)                   | | | | | | | | | | |
| Должности служащих                            | | | · Начальник дороги · Помощник начальника дороги                                                     | · Начальники служб, отделов и частей управления дороги · Помощники начальников технических служб · Начальник главных мастерских службы тяги и подвижного состава | · Правитель канцелярии управления дороги · Начальник мобилизационного отдела · Помощники начальников технических служб · Начальники отделов и отделений всех технических служб в Управлении дороги и на линии · Старшие ревизоры движения · Врачи всех наименований · Начальники участков служб пути и тяги (начальники основных депо) · Помощники начальников главных мастерских | · Помощник правителя канцелярии управления дороги · Помощник начальника мобилизационного отдела · Ревизоры движения (контролеры) · Начальники станций I и II разрядов · Старшие помощники начальников станций I разряда · Ревизоры тяги · Ревизоры вагонов | · Столоначальник мобилизационного отдела · Ревизоры станционного счетоводства · Помощники счетоводов станционного счетоводства · Коммерческие ревизоры (агенты) · Состоящие для особых поручений коммерческие агенты · Агенты по розыску грузов · Помощники начальников участков службы пути и сооружений · Ревизоры и агенты по приёму топлива и материалов · Заведывающие главными складами на линии · Помощники ревизоров движения (контролеров) · Ревизоры пассажирских поездов (контролеры) · Начальники станций III разряда · Старшие и участковые механики телеграфа · Помощники начальников участков тяги (основных депо) | · Начальники станций IV класса · Машинисты наставники · Начальники оборотных депо                   | · Заведывающие кондукторскими бригадами · Заведывающие телеграфными станциями · Помощники начальников станций II - IV разрядов | |
| Погоны инженеров (1915—1917)                  | | | | | | | | | | |
|                                               | | | | | | | | | | |
| Должности инженеров                           | | | | · Начальники служб, отделов и частей управления дороги · Помощники начальников технических служб · Начальник главных мастерских службы тяги и подвижного состава | · Помощники начальников технических служб · Начальники отделов и отделений всех технических служб в Управлении дороги и на линии · Помощники начальников технических отделов служб пути и тяги (старшие инженеры) · Начальники участков служб пути и тяги (начальники основных депо) · Помощники начальников главных мастерских                                                   | · Инженеры для особых поручений и запасные начальники участков служб пути и тяги | · Инженеры для технических занятий в службе пути и сооружений (младшие инженеры) · Инженеры для технических занятий по службе тяги и подвижного состава | | | |
| Класс по «Табели о рангах» (разряд служащего) | III                                                                                                 | IV                                                                                                  | V                                                                                                   | VI | VII | VIII | IX | X                                                                                                   | XII | XIV                                                                                                 |
| Наименование чина                             | Тайный советник                                                                                     | Действительный статский советник                                                                    | Статский советник                                                                                   | Коллежский советник | Надворный советник | Коллежский асессор | Титулярный советник | Коллежский секретарь                                                                                | Губернский секретарь | Коллежский регистратор                                                                              |
| Тип погон                                     | Генеральские                                                                                        | Генеральские                                                                                        | Генеральские                                                                                        | Штаб-офицерские | Штаб-офицерские | Штаб-офицерские | Обер-офицерские | Обер-офицерские                                                                                     | Обер-офицерские | Обер-офицерские                                                                                     |

Служащим 2‑й категории были присвоены погоны «фельдъегерского образца» с продольным серебряным галуном (аналогичные погонам зауряд-военных чиновников, не имевших классного чина). Цвет «дорожек» (просветов) на погонах служащих 2‑й категории — 1½ вершка (66 мм) при ширине галуна ½ вершка.
| Врачебная часть | Врачебная часть | Материальная служба | Материальная служба | Служба пути и сооружений         | Служба пути и сооружений |
| --------------- | --- | ------------------- | --- | -------------------------------- | --- |
|                 | · Провизоры и их помощники · Фельдшера · Фельдшера-дезинфекторы · Экономы лазаретов |                     | · Смотрители участковых складов на линии · Агенты по приёмке материалови · Начальники участков топлива                                                             |                                  | · Старшие дорожные мастера · Дорожные мастера · Тоннельные мастера · Мостовые мастера · Смотрители зданий |
| Служба движения | Служба движения | Cлужба телеграфа    | Cлужба телеграфа | Служба подвижного состава и тяги | Служба подвижного состава и тяги |
|                 | · Нарядчики кондукторских бригад · Начальники станций V-VI разряда · Начальники полустанций и разъездов, заведывающие постами и платформами · Помощники начальников станций V-VI разряда и разъездов · Запасные агенты · Заведывающие товарными конторами и их помощники · Кассиры всех наименований и их помощники · Главные кондукторы поездов всех наименований · Смотрители погрузных дворов, складов, пристаней, резервуаров и пакгаузов · Ревизоры весов и пожарного обоза, весовые смотрители и мастера и их помощники |                     | · Заведывающие мастерскими телеграфа · Надсмотрщики телеграфа · Механики разных наименований · Инструкторы (учителя телеграфных школ) · Телеграфисты и телефонисты |                                  | · Помощники начальников оборотных депо · Паровозные машинисты и их помощники · Технические агенты по осмотру и передаче вагонов · Заведывающие складами запасных частей и их помощники · Машинисты электротехники · Механики разных наименований · Помощники мастеров цехов · Инструментальщики и ревизоры осей · Кладовщики · Табельщики · Вагонные мастера |

Служащим 3‑й категории полагались погоны по образцу нижних чинов, тёмно-зелёного цвета, с цветной выпушкой и буквами «П.С.». Цвет выпушки у сотрудников службы пути был зелёный, службы тяги — синий, службы движения — малиновый, службы телеграфа — жёлтый, материальной службы — фиолетовый. По распоряжению начальников казённых железных дорог служащим 3‑й категории могли присваиваться унтер-офицерские нашивки. В приказе верховного главнокомандующего от 3 февраля 1915 года цветные выпушки на погонах по роду служб упоминались только применительно к служащим 3‑й категории. Ширина «дорожек» (просветов) на погонах служащих служащих 3‑й категории — 1¼ вершка (55 мм).
В марте 1916 г. было опубликовано подробное разъяснение, согласно которому ношение наплечных знаков (погон) разрешалось служащим путей сообщения, поименованным в прилагаемых к Правилам списках, и только в том случае, если им была присвоена форменная одежда по занимаемой должности. Цвет выпушки на погонах полагался зелёным для «агентов» всех служб, состоявших на государственной службе по ведомству путей сообщения, за исключением начальников станций и их помощников, погоны которых имели малиновую выпушку. Для вольнонаёмных служащих на линиях дорог по службам пути, тяги, движения, телеграфа и по материальной службе цвет выпушки определялся родом службы (зелёный, малиновый, синий, жёлтый или фиолетовый). Для всех прочих служащих на линиях и всех служащих в управлениях дорог цвет выпушки устанавливался зелёным. 
Шифровка «П.С.» у служащих 3‑й категории наносилась на погоны жёлтой краской по трафарету. О цвете и материале поперечных нашивок в приказах нет никаких указаний, однако логично предположить, что для них использовалась такая же белая тесьма, что и для унтер-офицерских нашивок армейских частей. Особо оговаривалось, что тем из линейных служащих 2-й и 3-й категорий, которым из обмундирования были присвоены лишь форменный головной убор, а также пояс или нагрудная бляха, разрешается приобретать наплечные знаки установленного образца за собственный счёт и носить их на собственной одежде, но только на такой, которая имела бы покрой форменной одежды (например, на летних верхних защитных, чёрных или парусиновых рубахах солдатского покроя, полукафтанах, кителях, форменных пальто и шинелях), а также на нагольных полушубках любого цвета, при головном уборе установленного образца. Дежурные по станции при исполнении служебных обязанностей обязательно должны были носить фуражку с красной тульёй и «значком железнодорожного образца» на околыше.
| Служба пути и сооружений | Служба подвижного состава и тяги | Служба движения | Служба телеграфа | Материальная служба |
| --- | -------------------------------- | --------------- | ---------------- | ------------------- |
| | (старший рабочий)                |                 |                  |                     |
| · Агенты по приёмке нефти · Артельные старосты · Водоливы · Дворники · Десятники цехов (старшие рабочие) · Десятники при складах на линии · Истопники · Истопники в поездах · Кандидаты телеграфа · Караульные ночные · Кондукторы старшие, багажные, товарные (раздатчики, тормозные), старшие и младшие · Кочегары паровозные и паровых машин · Машинисты водокачек, паровых молотов, нефтекачек · Мастеровые различных наименований · Носильщики багажа · Осмотрщики вагонов · Помощники машинистов водокачек · Промывальщики паровозов · Проводники паровозов, служебных и спальных вагонов · Рабочие постоянные при складах на линии, старшие ремонтные · Раздатчики при складах топлива на линии (в том числе наливальщики нефти) · Сигналисты · Сигналисты при блокировочных постах · Слесаря мостовые · Смазчики поездные и станционные · Составители · Сторожа путевые, старшие и младшие, мостовые, переездные, тоннельные, для охраны вагонов, при конторах и канцеляриях служб, отделов и частей управления дороги, при складах на линии · Сторожа у источников водоснабжения и у продовольственных пунктов · Стрелочники старшие и рядовые · Сцепщики · Чистильщики вагонов |                                  |                 |                  |                     |